# Alex Wolff
Alexander Draper Wolff (sinh ngày 1 tháng 11 năm 1997) là một diễn viên và nhạc sĩ người Mỹ.
Anh lần đầu tiên được công nhận với sự tham gia cùng với anh trai Nat của mình trong bộ phim hài kịch Nickelodeon The Naked Brothers Band (2007–2009), được tạo ra bởi mẹ của Polly Draper. Wolff cùng với anh trai đã phát hành hai album nhạc nền cho bộ phim, The Naked Brothers Band và I Don't Want to Go to School, được đồng sản xuất bởi cha của họ Michael Wolff. Sau khi kết thúc phim truyền hình Nickelodeon, Wolff Wolff và anh trai cũng thành lập một nhóm nhạc hai người là Nat & Alex Wolff, và họ phát hành album Black Sheep vào năm 2011.
Sau này, Wolff bắt đầu tập trung vào sự nghiệp diễn viên. Anh đóng vai Dzhokhar Tsarnaev in Ngày định mệnh (2016) và John "Derf" Backderf trong My Friend Dahmer (2017). Các vai diễn khác bao gồm My Big Fat Greek Wedding 2 (2016), Jumanji: Trò chơi kỳ ảo (2017), và Hereditary (2018). Anh cũng tham gia cùng với anh trai trong bộ phim của mẹ mình Stella's Last Weekend (2018) và bộ phim đầu tay của mình The Cat and the Moon (2019).

## Cuộc sống cá nhân
Wolff sinh ra ở Manhattan, New York, với nữ diễn viên kiêm nhà văn Polly Draper và nghệ sĩ dương cầm jazz Michael Wolff. Anh là em trai của nam diễn viên kiêm nhạc sĩ Nat Wolff. Cha anh là người Do Thái và mẹ anh là Kitô hữu. Wolff là cháu ngoại của nhà đầu tư mạo hiểm và lãnh đạo dân sự William Henry Draper III, cháu trai của nhà tư bản mạo hiểm Tim Draper, người anh em họ của nữ diễn viên Jesse Draper, và là chắt của chủ ngân hàng và nhà ngoại giao William Henry Draper Jr.

## Sự nghiệp
Wolff bắt đầu sự nghiệp diễn xuất của mình ở tuổi 6 trong bộ phim hài kịch năm 2005 The Naked Brothers Band: The Movie, được viết và đạo diễn bởi mẹ anh. Nó được ủy quyền bởi Nickelodeon làm tập đầu cho bộ phim truyền hình The Naked Brothers Band (2007–2009) cũng được tạo ra, sản xuất, viết và đạo diễn bởi mẹ anh. Anh góp phần âm nhạc vào bộ phim; cha anh sản xuất và giám sát âm nhạc. Chương trình phát hành hai album và bài hát "Crazy Car" xếp thứ 23 trong Top 200 Billboard Charts.
Năm 2007, anh đóng vai chàng trai trẻ trong video ca nhạc của Fall Out Boy là "The Take Over, The Breaks Over". Wolff đã xuất hiện trong bộ phim truyền hình của Nickelodeon Mr. Troop Mom và bộ phim truyền hình của USA, và hài kịch Monk, vào năm 2009. Anh cũng đóng vai chính trong vở kịch của anh What Would Woody Do? tại The Flea Theater—được đạo diễn bởi mẹ anh và bộ phim của HBO In Treatment, vào năm 2010. Wolff sau đó xuất hiện trong bộ phim hài The Sitter (2011) và đóng vai chính cùng Brendan Fraser trong bộ phim độc lập HairBrained (2012).
Năm 2015, anh đóng vai chính trong bộ phim độc lập Coming Through the Rye. Trong năm 2016, anh đã có một vai phụ trong bộ phim hài My Big Fat Greek Wedding 2 và vai khủng bố Dzhokhar Tsarnaev trong bộ phim Ngày định mệnh.
Năm 2018, Wolff đóng vai chính trong bộ phim kinh dị siêu nhiên Hereditary. Anh sẽ đạo diễn bộ phim sắp ra mắt The Cat and the Moon, trong đó anh đóng vai chính.

## Giải thưởng
Đối với tác phẩm của Wolff trong loạt phim và bộ phim The Naked Brothers Band, anh đã nhận được Broadcast Music, Inc. Cable Award vào năm 2007, Audience Award for a Family Feature Film at the Hamptons International Film Festival vào năm 2005, và được đề cử giải Young Artist Award vào năm 2008 và 2009. Anh cũng nhận được Certificate of Outstanding Achievement for Best Actor tại Brooklyn International Film Festival cho vai chính trong bộ phim HairBrained năm 2013.

## Đóng phim

### Phim
| Năm  | Tựa đề                             | Vai                  | Chú thích                        |
| ---- | ---------------------------------- | -------------------- | -------------------------------- |
| 2005 | The Naked Brothers Band: The Movie | Alex Wolff           |                                  |
| 2011 | From Up on Poppy Hill              | Riku Matsuzaki       | Lồng tiếng                       |
| 2011 | The Sitter                         | Clayton              |                                  |
| 2012 | The Empty Room                     | Allen                | Phim ngắn                        |
| 2013 | A Birder's Guide to Everything     | Timmy Barsky         |                                  |
| 2013 | HairBrained                        | Eli Pettifog         |                                  |
| 2015 | Coming Through the Rye             | Jamie Schwartz       |                                  |
| 2015 | Boots                              | Noah                 | Phim ngắn                        |
| 2016 | My Big Fat Greek Wedding 2         | Bennett              |                                  |
| 2016 | The Standoff                       | Zane                 |                                  |
| 2016 | Ngày định mệnh                     | Dzhokhar Tsarnaev    |                                  |
| 2017 | Thoroughbreds                      | Party Friend         | Không được công nhận             |
| 2017 | The House of Tomorrow              | Jared Whitcomb       |                                  |
| 2017 | My Friend Dahmer                   | John 'Derf' Backderf |                                  |
| 2017 | Jumanji: Welcome to the Jungle     | Spencer Gilpin       | Được ghi nhận là 'Young Spencer' |
| 2018 | Hereditary                         | Peter Graham         |                                  |
| 2018 | Dude                               | Noah                 |                                  |
| 2018 | Stella's Last Weekend              | Oliver               |                                  |
| 2019 | The Cat and the Moon               | Nick                 | Kịch bản và đạo diễn             |
| 2023 | Oppenheimer                        |                      |                                  |

### Phim truyền hình
| Năm       | Tựa đề                  | Vai          | Chú thích                         |
| --------- | ----------------------- | ------------ | --------------------------------- |
| 2007-2009 | The Naked Brothers Band | Alex Wolff   | Diễn viên chính                   |
| 2009      | Mr. Troop Mom           | Alex Wolff   | Phim truyền hình                  |
| 2009      | Monk                    | Brian Willis | Tập phim: "Mr. Monk Goes Camping" |
| 2010      | In Treatment            | Max Weston   | 7 tập                             |
| 2016      | Divorce                 | Cole         | 2 tập                             |
| 2017      | Red Oaks                | Giám đốc     | Tập phim: "Summer in the City"    |
| 2017      | Crash & Burn            | Gabriel      | TV Pilot                          |